# Bariera (informatyka)
Pojęcie bariery w przetwarzaniu równoległym definiujemy dla grupy procesów jako miejsce synchronizacji, które każdy z nich musi osiągnąć zanim obliczenia będą kontynuowane.